# 呂炯 (成化進士)
呂炯（1437年—？），字文昭，浙江寧波府鄞縣人，民籍。明朝政治人物。進士出身。

## 生平
成化四年（1468年）戊子科應天府鄉試第七十三名。成化八年（1472年）壬辰科會試第二百三十三名，殿試登進士第三甲第一百四十一名。成化九年任江西吉水县知县。成化年间曾任福建巡按御史。

## 家族
曾祖父呂天民。祖父呂守質。父亲呂岳。